# Don Tracy
Pour les articles homonymes, voir Tracy.
Don Tracy, né Donald Fiske Tracy le 20 août 1905 à New Britain dans le Connecticut et mort le 10 mars 1976 à Clearwater en Floride, est un écrivain américain, surtout connu comme auteur de romans policiers et scénariste de cinéma.

## Biographie
Après ses études, en 1926, il collabore un temps au journal local, le New Britain Herald. Il se rend ensuite à Baltimore et exerce divers métiers : garde du corps, agent immobilier, modèle pour des publicités, vendeur. Il revient finalement au journalisme de reportage au Baltimore Post, puis devient rédacteur au Trans Radio News à New York de 1928 à 1934. Après cette date, il est surtout rewriter pour de nombreux quotidiens et, entre 1955 et 1960, il enseigne également pendant la session d'été à l'Université de Syracuse. 
Sa première publication date de 1928, une nouvelle dans la revue The Ten-Story Book. Il en écrira plusieurs centaines sous de multiples pseudonymes (Tom Tucker, Tracy Mason, Don Keane, Anne Leggitt, Jeanne Leggitt, Marion Small, Loraine Evans) dans la plupart des "pulps" de l'époque (Thrilling Sports, Popular Sports, Black Book Detective, Exciting Love...).
Son premier roman, Round Trip (Flash!) est publié en 1934, suivi en 1935 de Criss-Cross (Tous des vendus). Dans ce dernier roman, il décrit la descente aux enfers d’un ancien boxeur, devenu convoyeur de fonds, qui se lance dans un cambriolage pour séduire une femme. Criss-Cross sera porté à l'écran en 1949 par Robert Siodmak (titre français : Pour toi j'ai tué) avec Burt Lancaster dans une composition mémorable.  
Dans ses récits policiers, Don Tracy explore souvent des zones peu fréquentées. Ainsi, La Bête qui sommeille (How Sleeps The Beast, 1938), l'un de ses romans noirs d'avant la guerre, traite avec acuité du racisme, un thème rarement abordé à cette époque par le genre.
Pendant la Seconde Guerre mondiale, Tracy appartient à un détachement de la Military Police. De cette expérience, il tirera dans les années 1960 une série de romans d'enquête ayant pour héros le sergent-chef Giff Speer.
Démobilisé, et tout en poursuivant la publication de romans noirs, dont les thèmes récurrents demeurent la recherche d’identité, l’alcoolisme et ses dérives, le racisme et la violence qu’il engendre, Don Tracy signe de son nom, ou des pseudonymes Barnaby Ross ou Carolyn Mac Donald, des romans historiques qui lui valent une certaine notoriété. Il emploie aussi sa plume à de nombreux travaux alimentaires : il rédige, sous le pseudonyme de Roger Fuller, plusieurs romans et recueils de nouvelles, ainsi que des novélisations du feuilleton Peyton Place, agit comme nègre littéraire pour Van Wyck Mason et Ellery Queen, et compose sous divers noms des novélisations de films et de séries télévisées, notamment des épisodes des séries Le Fugitif, L'Homme à la Rolls et Les Accusés.
Don Tracy meurt d’un cancer à l’âge de 70 ans en 1976.

## Œuvre

### Romans

#### SérieSergent-chef Giff Speer
- Deadly to Bed (1960) Publié en français sous le titre Passé indéfini, Paris, Presses de la Cité, Un mystère no 589, 1961
- Naked She Died (1962)
- Fun and Deadly Games (1968)
- Look Down on her Dying (1968) Publié en français sous le titre Marlous en Louisiane, Paris, Presses de la Cité, Mystère no 33, 1969
- Pot of Trouble (1971)
- A Corpse Can Sure Louse Up a Weekend (1973)
- Flats Fixed, Among Other Things (1974)
- Death Calling Collect (1976)
- The Big X (1976)
- High, Wide and Ransom (1976)

#### Romans noirs
- Round Trip (1934) Publié en français sous le titre Flash !, Paris, Gallimard, Série noire no 273, 1955
- Criss-Cross (1935) Publié en français sous le titre Tous des vendus !, Paris, Gallimard, Série noire no 14, 1948 ; réédition, Paris, Gallimard, Carré noir no 149, 1973
- Last Year's Snow (1937) Publié en français sous le titre Neiges d'antan, Paris, Gallimard, Série noire no 5, 1946 ; réédition, Paris, Gallimard, Carré noir no 81, 1972 ; réédition, Paris, Gallimard, Folio no 2199, 1990 ; réédition Folio policier no 274, 2002
- How Sleeps The Beast (1937) Publié en français sous le titre La Bête qui sommeille, Paris, Gallimard, Série noire no 80, 1951 ; Paris, Gallimard, Carré noir no 182, 1974 ; Paris, Gallimard, Folio no 2442, 1992 ; réédition, Folio policier no 27, 1998 Nouvelle édition avec préface et traduction révisée de Michael Belano, Série noire Gallimard 2024
- The Big Blackout (1959) Publié en français sous le titre La Vape, Paris, Gallimard, Série noire no 660, 1961
- No Trespassing (1961)
- The Hated One (1963) Publié en français sous le titre Un bloc de haine, Paris, Gallimard, Série noire no 844, 1964 ; réédition, Paris, Gallimard, Carré noir no 569, 1986
- The Big Brass Ring (1963)

 Note : Pour le 50e anniversaire de la Série noire en 1995, tous les titres de Don Tracy déjà parus dans cette collection ont été réédités.

#### Romans historiques
- Chesapeake Cavalier (1949)
- Streets of Askelon ou The Strumpet City (1951)
- Crimson is the Eastern Shore (1953)
- Roanoke Renegade (1954)
- The Amber Fire (1954)
- Sign of the Pagan (1954), roman historique signé Roger Fuller
- Carolina Corsair (1955)
- Captain Little Ax (1956)
- Cherokee (1957)
- On the Midnight Tide (1957)
- Pride of Possession (1960)
- Quintin Chivas (1961), signé Barnaby Ross
- The Scrolls of Lysis (1962), signé Barnaby Ross
- The Timeless Serpent (1964), signé Roger Fuller
- The Duke of Chaos (1964), signé Barnaby Ross
- The Cree for Minataree (1965), signé Roger Fuller
- Strange Kinship (1965), signé Barnaby Ross
- Bazzaris (1966)
- The Passionate Queen (1966), signé Barnaby Ross
- The Black Amulet (1968)
- The Reluctant Rebel (1970)
- The Last Boat Out of Cincinnati (1970)
- Middlebend (1970), signé Carolyn Mac Donald
- The Allyns of Allamance, signé Carolyn Mac Donald
- Thunder on the Wind, signé Carolyn Mac Donald
- Storm in the Valley, signé Carolyn Mac Donald

#### Signés Van Wyck Mason
- Secret Mission to Bangkok (1961)
- Trouble in Burma (1962) Publié en français sous le titre La fusée perd la tête, Paris, Robert Laffont, coll. Agent secret no 7, 1964
- Zanzibar Intrigue (1962)

#### SériePeyton Placesignée Roger Fuller
- Again in Peyton Place (1967) Publié en français sous le titre Du nouveau à Peyton Place, Paris, Seghers, 1978 ; Paris, J'ai lu no 1108, 1980
- Carnival in Peyton Place (1967) Publié en français sous le titre Carnaval à Peyton Place, Paris, Seghers, 1978 ; Paris, J'ai lu no 998, 1979
- The Pleasure of Peyton Place (1968) Publié en français sous le titre  Les Plaisirs de Peyton Place, Paris, Seghers, 1979
- The Secrets of Peyton Place (1968) Publié en français sous le titre Les Secrets de Peyton Place, Paris, Seghers, 1978 ; Paris, J'ai lu no 1326, 1982
- The Evils of Peyton Place (1969)
- Hero in Peyton Place (1969)
- The Thrills of Peyton Place (1969)
- The Nice Girl from Peyton Place (1970)
- The Temptations of Peyton Place (1970)

### Novélisations signées Roger Fuller
- Facts of Life (1960)
- On the Double (1961)
- Son of Flubber (1963)
- Who Killed Beau Sparrow ? (1963)
- All the Silent Voices (1964)
- Ordeal (1964)
- Who Killed Madcap Milicent ? (1964)
- Fear in a Desert Town (1964)
- Who Killed Sweet Betsy (1965)
- Eve of Judgement (1965)

### Autres publications
- Second Try (1954)
- The Editor (1973)
- Honk, if you've Found Jesus ! (1974)
- What You Should Know About Alcoolism (1975)

## Scénarios

### Comme auteur adapté

#### Au cinéma
- 1949 : Pour toi j'ai tué (Criss Cross), film américain réalisé par Robert Siodmak d’après le roman éponyme, avec Burt Lancaster, Yvonne De Carlo et Dan Duryea.
- 1996 : À fleur de peau (Underneath), film américain réalisé par Steven Soderbergh, remake de Pour toi j'ai tué (Criss Cross), avec Peter Gallagher, Alison Elliott et William Fichtner.

#### À la télévision
- 1955 : Lux Video Theatre, saison cinq, épisode quarante-cinq : Last Year’s Snow d’après le roman éponyme.

### Comme scénariste

#### À la télévision
- 1955 : Fireside Theatre, saison sept, épisode vingt-six : Return in Triumph.
- 1955 : Celebrity Playhouse, saison un, épisode cinq : A Very Big Man.

## Sources
- Roger Martin, in numéro 10 de la revue Hard-Boiled Dicks.
- Claude Mesplède et Jean-Jacques Schleret, SN, voyage au bout de la Noire : inventaire de 732 auteurs et de leurs œuvres publiés en séries Noire et Blème : suivi d'une filmographie complète, Paris, Futuropolis, 1982, 476 p. (OCLC 11972030), p. 360-361.
- Claude Mesplède (dir.), Dictionnaire des littératures policières, vol. 2 : J - Z, Nantes, Joseph K, coll. « Temps noir », 2007, 1086 p. (ISBN 978-2-910-68645-1, OCLC 315873361), « Tracy, Don », p. 896-897.
- Claude Mesplède  et Jean-Jacques Schleret (Éd. rév. de: SN, voyage au bout de la Noire), Les auteurs de la Série noire, 1945-1995, Nantes, Joseph K, coll. « Temps noir », 1996, 627 p. (ISBN 978-2-910-68611-6, OCLC 300207570), p. 457-458.